# Піщане (Вовчанська міська громада)
Піща́не — село в Україні, у Вовчанській міській громаді Чугуївського району Харківської області. Населення становить 26 осіб. До 2020 орган місцевого самоврядування — Нестернянська сільська рада.

## Географія
Село Піщане знаходиться на кордоні з Росією, на відстані 2 км від сіл Нестерне і Шабельне, по селу протікає пересихаючий струмок з кількома загатами.

## Історія
Село засноване в 1695 році.
За даними на 1864 рік у казеному селі Старосалтівської волості Вовчанського повіту мешкало 760 осіб (374 чоловічої статі та 386 — жіночої), налічувалось 448 дворових господарств, існували православна церква.
Станом на 1914 рік кількість мешканців зросла до 2563 осіб.
Під час організованого радянською владою Голодомору 1932—1933 років померло щонайменше 312 жителів села.
12 червня 2020 року, відповідно до Розпорядження Кабінету Міністрів України  № 725-р «Про визначення адміністративних центрів та затвердження територій територіальних громад Харківської області», увійшло до складу Вовчанської міської громади.
19 липня 2020 року, в результаті адміністративно-територіальної реформи та ліквідації Вовчанського району, село увійшло до складу Чугуївського району.